# Фендрих, Гуго

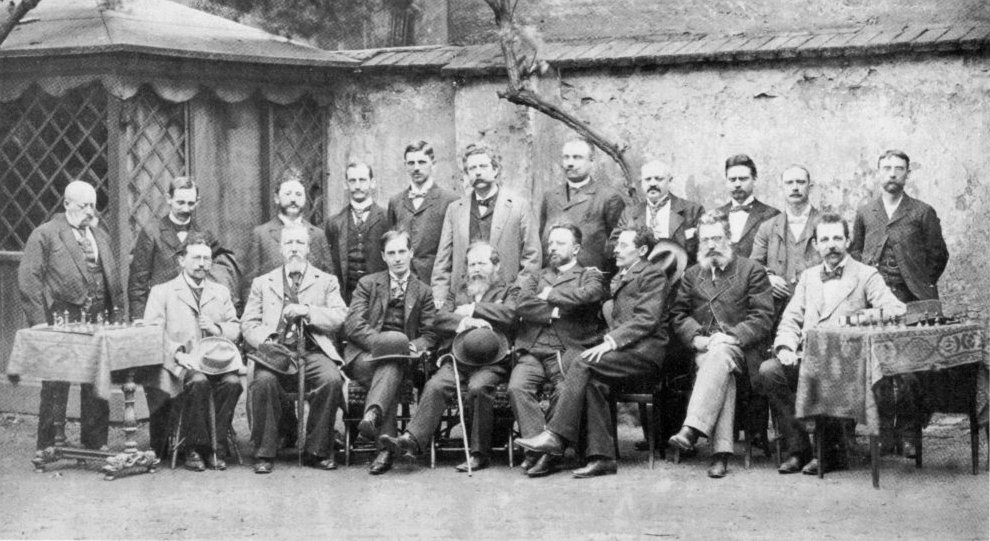
Вена, 1898 г. Стоят (слева направо): А. Шварц, К. Шлехтер, Г. Фендрих, Г. Каро, Г. Мароци, Дж. Шовальтер, Г. Марко, С. З. Алапин, А. Гальприн, Д. Бэйрд, А. Берн
Сидят (слева направо): З. Тарраш, Дж. Блэкберн, Г. Пильсбери, В. Стейниц, М. И. Чигорин, Д. М. Яновский, Э. С. Шифферс, П. Липке

Гуго Фендрих (нем. Hugo Fähndrich, 3 июля 1851 — 3 июля 1930) — австрийский шахматист, шахматный журналист и организатор.
Родился на территории современной Венгрии. Жил в Вене. Участвовал в местных соревнованиях.
Наряду с К. Шлехтером и А. Кауфманом являлся одним из наиболее авторитетных представителей так называемой Венской шахматной школы, основателем которой считается М. Вейсс.
Один из инициаторов (наряду с Г. Марко и А. Гальприном) возрождения (в 1898 г.) и член первого состава редколлегии журнала «Wiener Schachzeitung».
В 1898 г. был директором крупнейшего международного турнира в Вене.
В команде с А. Кауфманом сыграл несколько консультационных партий против шахматистов, входивших в мировую элиту (Г. Мароци в 1900 г.; Х. Р. Капабланка и С. Г. Тартаковер в 1911 г.; Х. Р. Капабланка и Р. Рети в 1914 г.).

## Спортивные результаты
| Год         | Город | Соревнование                        | + | − | = | Результат | Место |
| ----------- | ----- | ----------------------------------- | - | - | - | --------- | ----- |
| 1896        | Вена  | Турнир австрийских шахматистов      |   |   |   |           | 3     |
| 1897        | Вена  | Турнир австрийских шахматистов      |   |   |   |           | 4     |
|             | Вена  | Показательные партии с В. Стейницем | 1 | 1 | 0 | 1 из 2    |       |
| 1897 / 1898 | Вена  | Турнир австрийских шахматистов      |   |   |   |           | 9     |